# スピン波
スピン波（英: spin wave）とは、交換相互作用によって全てのスピンが一方向に揃った基底状態から1つのスピンを励起したとき、その励起が交換相互作用によって結晶中を波として伝播したもの。磁気秩序がある強磁性体、反強磁性体、フェリ磁性体で起こる。
スピン波を量子化したものは、マグノンと呼ばれる。